# اچ‌اس‌دابلیوام‌اس اوپلاند
اچ‌اس‌دابلیوام‌اس اوپلاند (به انگلیسی: HSwMS Uppland) یک زیردریایی است که طول آن ۶۰٫۴ متر (۱۹۸ فوت ۲ اینچ) می‌باشد. این زیردریایی در سال ۱۹۹۶ ساخته شد.